# Alec Martínez
Alec Martínez (Rochester Hills, Míchigan, 26 de julio de 1987) es un jugador profesional estadounidense de hockey sobre hielo que se desempeña en la posición de defensor izquierdo en Vegas Golden Knights, equipo de la National Hockey League (NHL).

## Carrera
Fue seleccionado en la cuarta ronda en la NHL Entry Draft de 2007. En 2009 hizo su debut profesional con el equipo Los Angeles Kings, en el cual jugó once temporadas (2009-2019), después pasó a Vegas Golden Knights, donde lleva jugando cinco temporadas.